# Petter Kukkonen
Petter Kukkonen (ur. 20 sierpnia 1981 w Lieksa) – fiński dwuboista klasyczny, trzykrotny medalista mistrzostw świata juniorów.

## Kariera
Największe sukcesy w karierze Petter Kukkonen odnosił jako junior. Podczas mistrzostw świata juniorów w Štrbskim Plesie w 2000 roku zwyciężył w sprincie, a wspólnie z kolegami z reprezentacji najlepszy był także w sztafecie. Na rozgrywanych rok później mistrzostwach świata juniorów w Karpaczu zdobył srebrny medal w drużynie. W Pucharze Świata zadebiutował 4 marca 2000 roku w Lahti, gdzie zajął 53. miejsce w sprincie. Najlepsze wyniki osiągnął w sezonie 1999/2000, który ukończył na 55. pozycji w klasyfikacji generalnej. Był to jedyny sezon PŚ, w którym Kukkonen zdobywał punkty. Startował głównie w zawodach Pucharu Świata B, ale tylko dwa razy uplasował się w czołowej dziesiątce. Najlepiej prezentował się w sezonie 2001/2002 PŚB, w którym zajął 27. miejsce w klasyfikacji generalnej. Nigdy nie wystąpił na mistrzostwach świata ani igrzyskach olimpijskich. W 2004 roku zakończył karierę.
Po zakończeniu kariery został trenerem. Przez pewien czas był trenerem reprezentacji Estonii w kombinacji norweskiej, a od 2012 roku jest pierwszym trenerem reprezentacji Finlandii.

## Osiągnięcia

### Mistrzostwa świata juniorów
| Miejsce | Dzień       | Rok  | Miejscowość   | Konkurencja          | Wynik zwycięzcy | Strata    | Zwycięzca          |
| ------- | ----------- | ---- | ------------- | -------------------- | --------------- | --------- | ------------------ |
| 1.      | 28 stycznia | 2000 | Štrbské Pleso | Sprint K90/5 km      | 12:14,9         | -         | -                  |
| 1.      | 29 stycznia | 2000 | Štrbské Pleso | Sztafeta K-90/3x5 km | 56:52,3         | -         | -                  |
| 18.     | 1 lutego    | 2001 | Karpacz       | Sprint K90/10 km     | 29:35,7         | +3:35,3   | Norihito Kobayashi |
| 2.      | 3 lutego    | 2001 | Karpacz       | Sztafeta K85/4x5 km  | 658,0 pkt       | +42,7 pkt | Niemcy             |

### Puchar Świata

#### Miejsca w klasyfikacji generalnej
- sezon 1999/2000: 55.

#### Miejsca na podium chronologicznie
Kukkonen nigdy nie stał na podium zawodów PŚ.